# Herðubreið
Herðubreið ( PRONÚNCIA; transliterado para português: "Herdubreid") é um vulcão da Islândia, localizado no Nordeste do país, na região das Terras Altas da Islândia (Miðhálendið).